# 국민의회 (폴란드)
국민의회(폴란드어: Zgromadzenie Narodowe)는 폴란드의 입법부이다.